# روبرت شولتز
روبرت شولتز (آلمانی: Robert Scholz; ۲۳ آوریل ۱۸۸۶ – ۱۰ اکتبر ۱۹۲۷) هنرپیشه اهل آلمان بود. وی بین سال‌های ۱۹۱۹ تا ۱۹۲۸ میلادی فعالیت می‌کرد.
از فیلم‌ها یا برنامه‌های تلویزیونی که وی در آن نقش داشته‌است می‌توان به ولگرد، دارایی‌های دوک بزرگ، عشق ژان نی، و دانتون اشاره کرد.